# Museo di Ningbo
Il Museo di Ningbo (in lingua cinese 宁波博物馆S), noto anche come Museo Yinzhou (in lingua cinese 鄞州博物馆S) o Museo Storico di Ningbo (in lingua cinese 宁波历史博物馆S), è un museo situato nella città di Ningbo nella provincia di Zhejiang, in Cina. Si trova nel distretto di Yinzhou ed è stato inaugurato il 5 dicembre 2008. Il museo concentra le sue esposizioni sulla storia dell'area circostante a Ningbo e sulle sue usanze tradizionali. Il museo è stato progettato da Wang Shu insieme a Lu Wenyu.